# Піко-Базіле
Піко-Базіле (раніше  Піко-де-Санта Ісабел або Кларенс-Пік ), розташований на острові Біоко, є найвищою горою Екваторіальної Гвінеї. З висотою 3011 м вулкан є  найбільшим та найвищим з трьох базальтових щитових вулканів, які перекривають один одного, які формують острів. З вершини на північному сході видно гору Камерун. Піко-Базіле знаходиться недалеко від міста Малабо. Найвища частина вулкану використовується як трансляційна станція для Радіотелебачення Екваторіальної Гвінеї (RTVGE) і мікрохвильова релейна станція для різних комунікаційних мереж.
Вершина є частиною Національного парку Піко-Базіле, створеного в квітні 2000 року. Межі Біоко-Норте і Біоко-Сур проходять поблизу вершини.

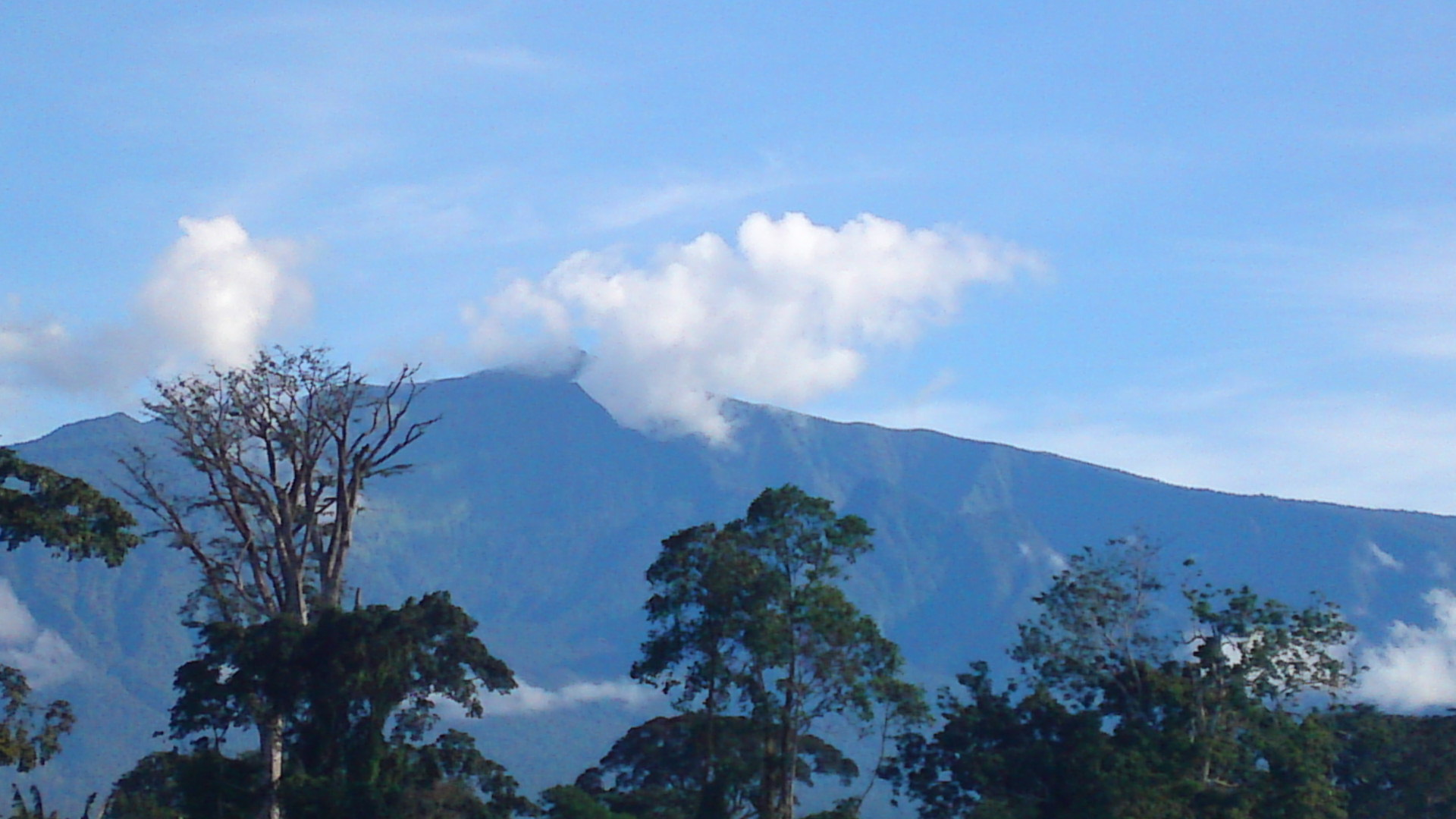
Піко-Базіле

Біоко утворився вздовж Камерунської лінії, великого геологічного розлому північно-східного напряму, який простягається від Атлантичного океану до Камеруну. Ця лінія включає інші вулканічні острови в Гвінейській затоці, такі як Аннобон, Прінсіпі та Сан-Томе, а також масивний стратовулкан гори Камерун. На відміну від трьох інших островів, які є згаслими вулканами, останнє виверження Піко-Базіле відбулося в 1923 році.

## Флора і фауна
Флора та фауна Піко-Базіле та Біоко, що є частиною Камерунської лінії, схожі на флору та фауну гірських регіонів суміжних Камеруну та Нігерії. Кілька видів з обмеженим ареалом зустрічаються на Піко-Базіле, а один птах, бура затоківка (Zoterops brunneus), повністю обмежена висотами вулкана.

## Історія
Острів був заселений в середині першого тисячоліття до нашої ери племенами банту з материка, які утворили етнічну групу Бубі. На відміну від інших островів у цьому районі, на Біоко проживало корінне африканське населення. Бубі розмовляють мовою банту. Острів, ймовірно, був населений цією чи іншими групами банту ще до 7 ст. до н. е.
У 1472 році португальський мореплавець Фернан до По був першим європейцем, який побачив острів, шукаючи шлях до Індії.
Перше сходження європейців на гору було здійснено англійськими полководцями між 1827 і 1828 роками під час експедиції Оуена. Перше офіційне сходження здійснив у 1839 році британець Джон Бікрофт, який пізніше став губернатором острова, який колись називався Фернандо-По, тепер Біоко.

## Дивись також
- Список вулканів Екваторіальної Гвінеї
- Камерунська лінія